# Diário Constitucional
O Diário Constitucional foi um periódico publicado em Salvador, na Bahia, no contexto da Independência do Brasil.
Começou a circular no dia 4 de agosto de 1821. Trazia como epígrafe, os versos de Luís Vaz de Camões: "A verdade que eu conto nua e pura, vence toda a grandíloqua escritura".
Às vésperas da proclamação da Independência, defendia que o governo local tivesse uma junta com maioria de brasileiros. Participou da primeira campanha eleitoral disputada pela imprensa no país, granjeando a oposição do Semanário Cívico e do Idade d'Ouro do Brazil.
Em 1822, deixou de ser diário e reduziu o seu título para O Constitucional. Por defender a causa da Independência, teve a sua oficina empastelada pelos portugueses. Foi sucedido, na vila de Cachoeira, pelo Independente Constitucional.